# Cena naiwna
Cena naiwna – cena oparta na kosztach produkcji w przypadku, gdy producent przyjmuje  za jej podstawę koszty stałe (koszty administracji, amortyzacji dzierżawy, kredytów itp.) i koszty zmienne (materiały, robocizna) w okresie przeszłym. Łączny koszt produkcji w tym okresie jest dzielony przez liczbę jednostek  wytworzonego towaru i na tej podstawie ustala się koszt produkcji jednostki wyrobu. Do tego kosztu dodaje się pewien procent. Obliczona w ten sposób cena  towaru jest oferowana pierwszemu ogniwu zbytu. 